# Línguas de oïl
Línguas de oïl (em francês, langues d'oïl) é a designação linguística e histórica das línguas galo-românicas originadas nos territórios setentrionais da Gália romana, agora ocupados pela França setentrional, parte da Bélgica e as Ilhas do Canal. Há alguma discussão sobre se devem ser considerados como dialetos de um único idioma (francês) ou línguas separadas. As línguas de oïl são:
- angevino, (a incluir o maienês);
- berrichão, (a incluir o borbonês);
- borgonhês;
- champanhês;
- francês, (a incluir o parisino);
- franco-condês;
- galo;
- loreno;
- normando, (a incluir o guernesiano e o jersiano);
- orleanês;
- picardo;
- píctavo-sântone;
- valão.